# 项目经理

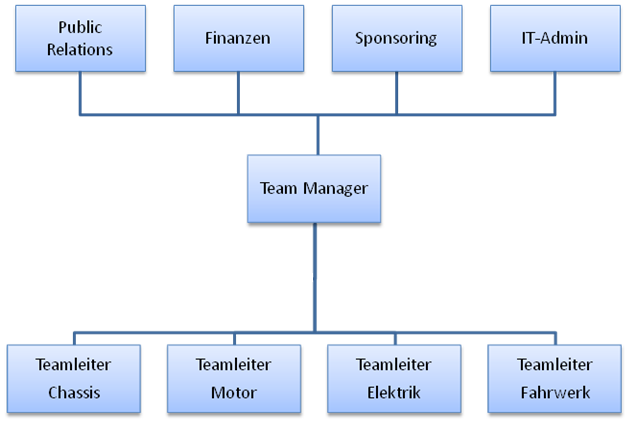

项目经理（英語：Project manager，縮寫：PM, PjM）或稱專案經理，是指为的成功策划和执行负总责的人。
项目经理必须要有一系列的技能包括提出敏锐问题的能力，察觉未声明的假设以及解决人与人之间的冲突，同时还需要更多的系统化的管理技能。
项目经理的主要职责是识别直接影响成功机率的风险，这种风险应该在項目的整个生命周期中进行正式或非正式的测量。
风险主要从不确定中产生，成功的项目经理是关注风险作为主要的关心的事。所有影响項目的问题总是以这种方式或那种方式从风险上产生。一个好的项目经理可以显著地减少风险，通常通过坚持开放的沟通的政策，以保证每一个重要的参与者都有机会表达自己的意见和关心的事。

## 影响力
- 关于项目经理的九种基本影响力：

1. 职权——合法的、发布命令的正当权力。

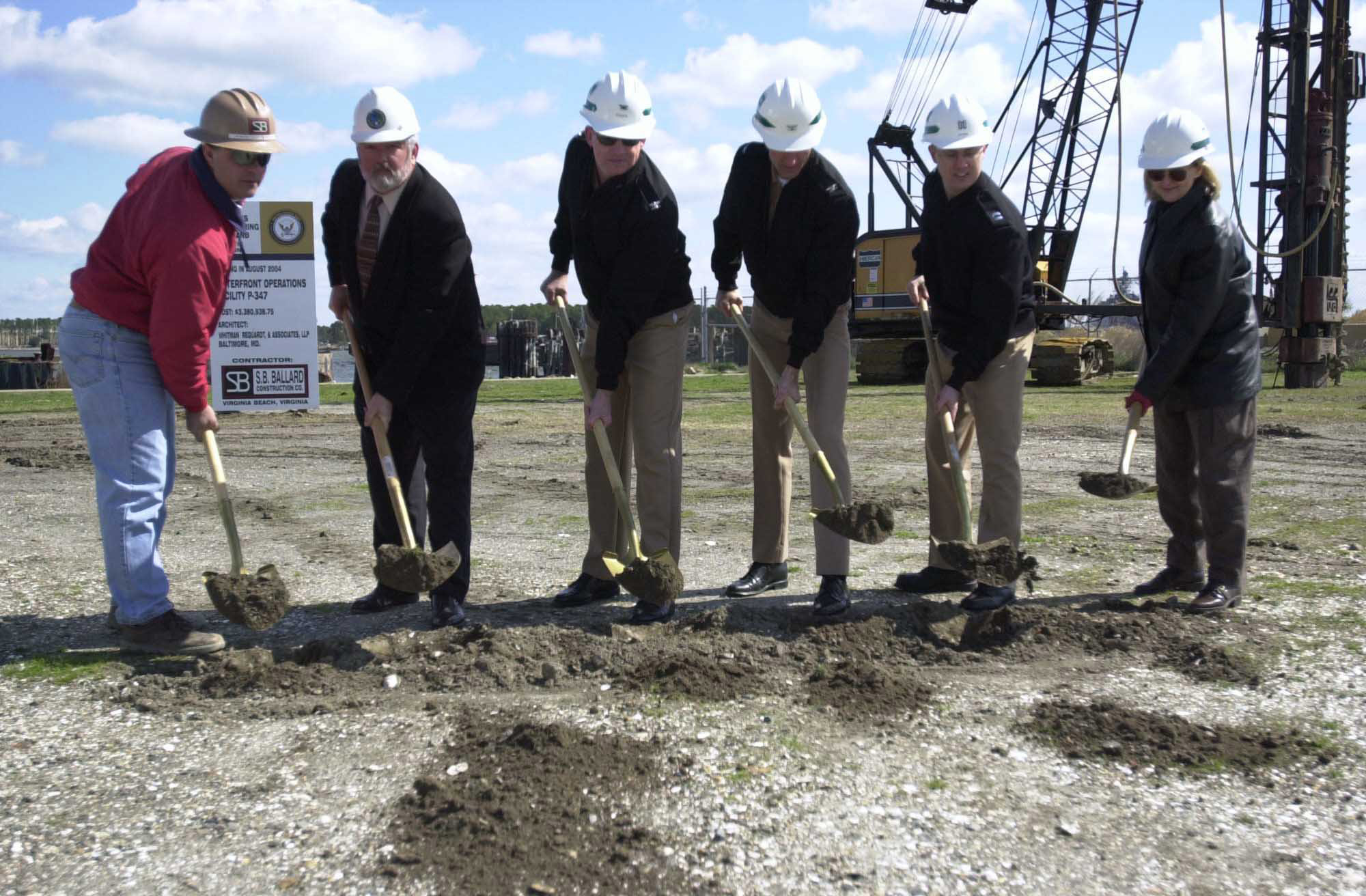
紅衣的專案經理

2. 分配任务——项目经理的能够被感知的、影响个人后期工作任务的能力。
3. 预算——项目经理的能够被感知的、授权他人自由使用资金的能力。
4. 晋升——项目经理的能够被感知的、提高员工的职位的能力。
5. 薪酬——项目经理的能够被感知的、增加员工的工资的报酬能力。
6. 处罚——项目经理的能够被感知的、施加或导致惩罚的权力。
7. 工作挑战——利用员工对某项具体工作的热爱的内在激励措施。
8. 专业技术——项目经理拥有的、其他员工视为重要的特殊知识。
9. 友谊——项目经理和其他人之间的友好的人际关系。

项目经理是一个负责做或大或小的决定的人，以能够使风险被控制，不确定性被最小化的方法。项目经理出的每一个决定都应该以该决定能够直接使項目收益的方式做出。

## 项目管理
在过去，施工的項目經理是从施工或相关岗位上提拔到項目管理岗位的。这会导致其中的专业人员难以获取知识。施工行业同时缺少任何程度的标准化。美国的專案管理學會通过创造项目管理专门人员（PMP: Project Management Professional）名称，在成为标准化团体方面取得了进展。
在中國大陸，「信息系统项目管理师」是国家软考高级科目，通过即具备高级工程师资格。